# Monte Madonnino
Le monte Madonnino est une montagne qui s’élève à 2 502 m d’altitude dans les Alpes bergamasques, en Italie.